# Michael Krumm
Michael Krumm, född den 19 mars 1970 i Reutlingen, är en tysk racerförare.

## Racingkarriär
Krumm körde sin första hela racingsäsong 1992, där han slutade på en sammanlagd sjätteplats. Krumm blev därefter fyra 1993 innan han flyttade till Japan och vann det Japanska F3-mästerskapet 1994. Sedan det tävlade Krumm hela sin karriär i Japan, i sju år i Formel Nippon, där han 2000 slutade på en sammanlagd andraplats. Han gjorde även ett par tävlingar i Champ Car 2001 samt vann Super GT 1997 och 2003.

## Privatliv
Krumm var 2001–2016 gift med den japanska tennisspelaren Kimiko Date.